# جون وو
جون وو (بالإنجليزية: John Woo) (و. 1946  م) هو مخرج أفلام، ومنتج أفلام، وكاتب سيناريو، ومونتير، من جمهورية الصين الشعبية، ولد في غوانزو.

## التعليم
تعلم في Concordia Lutheran School ‏.

## جوائز
حصل على جوائز منها:
- جائزة الحصان الذهبي لأفضل مخرج [الإنجليزية]‏، عن عمل: غد أفضل (1986)[5]
- Hong Kong Film Award for Best Director [الإنجليزية]‏
- Bronze Bauhinia Star [الإنجليزية]‏
- Silver Bauhinia Star [الإنجليزية]‏.

## وصلات خارجية
- جون وو في قاعدة بيانات الأفلام على الإنترنت
- جون وو على موقع IMDb (الإنجليزية)
- جون وو على موقع الموسوعة البريطانية (الإنجليزية)
- جون وو على موقع مونزينجر (الألمانية)
- جون وو على موقع ألو سيني (الفرنسية)
- جون وو على موقع تيرنر كلاسيك موفيز (الإنجليزية)
- جون وو على موقع أول موفي (الإنجليزية)
- جون وو على موقع بوكس أوفيس موجو (الإنجليزية)
- جون وو على موقع قاعدة بيانات الأفلام السويدية (السويدية)
- جون وو على موقع إن إن دي بي (الإنجليزية)
- جون وو على موقع ديسكوغز (الإنجليزية)